# 위드 러브 (영화)
《위드 러브》(영어: Love Hurts)는 2025년 개봉한 미국의 액션 코미디 영화로, 조너선 유세비오의 감독 데뷔작이다.

## 출연
- 키호이콴 - 마빈 게이블
- 아리아나 더보즈 - 로즈
- 오언조 - 너클스 게이블
- 마숀 린치
- 무스타파 샤키르
- 리오 팁턴
- 리스 다비
- 안드레 에릭센
- 숀 애스틴
- 캠 지간데이